# Hesperophanes andresi
Hesperophanes andresi är en skalbaggsart som beskrevs av Gianfranco Sama och Rapuzzi 2006. Hesperophanes andresi ingår i släktet Hesperophanes och familjen långhorningar. Inga underarter finns listade i Catalogue of Life.